# Listă de filme cu cele mai mari pierderi din istoria cinematografiei
Aceasta este o listă de filme cu cele mai mari pierderi la box office din istoria cinematografiei. În multe cazuri, studiourile și compania distribuitoare nu recunosc în mod oficial adevărata valoare a pierderilor astfel încât este foarte greu de realizat o astfel de listă.
| #  | Titlu                             | Buget producție          | Încasări mondiale | Pierderi estimate       | Premiera | Ref            |
| -- | --------------------------------- | ------------------------ | ----------------- | ----------------------- | -------- | -------------- |
| 1  | 47 Ronin                          | $225,000,000             | $151,783,839      | $149,108,081            | 2013     | [ 1 ] [ # 1 ]  |
| 2  | Mars Needs Moms                   | $150,000,000             | $38,992,758       | $130,503,621            | 2011     | [ # 2 ]        |
| 3  | The 13th Warrior                  | $100,000,000–160,000,000 | $61,698,899       | $69,150,551—129,150,551 | 1999     | [ # 3 ]        |
| 4  | John Carter                       | $263,700,000             | $284,139,100      | $121.630.450            | 2012     | [ # 4 ]        |
| 5  | The Lone Ranger                   | $225,000,000–250,000,000 | $260,502,115      | $94,748,943—119,748,943 | 2013     | [ 1 ] [ # 5 ]  |
| 6  | R.I.P.D.                          | $130,000,000–154,000,000 | $78,324,220       | $90,837,890—114,837,890 | 2013     | [ # 6 ]        |
| 7  | Jack the Giant Slayer             | $185,000,000–200,000,000 | $197,687,603      | $86,156,199—101,156,199 | 2013     | [ # 7 ]        |
| 8  | Sahara                            | $160,000,000             | $119,269,486      | $100,365,257            | 2005     | [ # 8 ]        |
| 9  | Stealth                           | $135,000,000             | $76,932,872       | $96,533,564             | 2005     | [ # 9 ]        |
| 10 | The Adventures of Pluto Nash      | $100,000,000             | $7,103,973        | $96,448,014             | 2002     | [ # 10 ]       |
| 11 | Final Fantasy: The Spirits Within | $137,000,000             | $85,131,830       | $94,434,085             | 2001     | [ # 11 ]       |
| 12 | The Alamo                         | $107,000,000             | $25,819,961       | $94,090,020             | 2004     | [ # 12 ]       |
| 13 | Green Lantern                     | $200,000,000             | $219,851,172      | $90,074,414             | 2011     | [ # 13 ]       |
| 14 | Cutthroat Island                  | $98,000,000              | $18,333,397       | $88,833,301             | 1995     | [ # 14 ]       |
| 15 | Evan Almighty                     | $175,000,000             | $173,418,781      | $88,290,610             | 2007     | [ # 15 ]       |
| 16 | Jupiter Ascending                 | $179,000,000             | $183,887,723      | $87,056,139             | 2015     | [ # 16 ]       |
| 17 | Pan                               | $150,000,000             | $128,309,320      | $85,845,340             | 2015     | [ # 17 ]       |
| 18 | Treasure Planet                   | $140,000,000             | $109,578,115      | $85,210,943             | 2002     | [ # 18 ]       |
| 19 | Town & Country                    | $90,000,000              | $10,372,291       | $84,813,855             | 2001     | [ # 19 ]       |
| 20 | Supernova                         | $90,000,000              | $14,828,081       | $82,585,960             | 2000     | [ # 20 ]       |
| 21 | The Nutcracker in 3D              | $90,000,000              | $16,178,959       | $81,910,521             | 2010     | [ # 21 ]       |
| 22 | Windtalkers                       | $115,000,000–120,000,000 | $77,628,265       | $76,185,868—81,185,868  | 2002     | [ # 22 ]       |
| 23 | The Wolfman                       | $150,000,000             | $139,789,765      | $80,105,118             | 2010     | [ # 23 ]       |
| 24 | xXx: State of the Union           | $113,100,000             | $71,022,693       | $77,588,654             | 2005     | [ # 24 ] [ 2 ] |
| 25 | Hugo                              | $150,000,000–170,000,000 | $185,770,160      | $57,114,920—77,114,920  | 2011     | [ # 25 ]       |
| 26 | How Do You Know                   | $100,000,000             | $48,668,907       | $75,665,547             | 2010     | [ # 26 ]       |
| 27 | Cowboys & Aliens                  | $163,000,000             | $174,822,325      | $75,588,838             | 2011     | [ # 27 ]       |
| 28 | Tomorrowland                      | $180,000,000             | $209,035,668      | $75.482.166             | 2015     | [ # 28 ]       |
| 29 | The Great Raid                    | $80,000,000              | $10,769,311       | $74,615,345             | 2005     | [ # 29 ]       |
| 30 | A Sound of Thunder                | $80,000,000              | $11,665,465       | $74,167,268             | 2005     | [ # 30 ]       |
| 31 | Around the World in 80 Days       | $110,000,000             | $72,178,895       | $73,910,553             | 2004     | [ # 31 ]       |
| 32 | Speed Racer                       | $120,000,000             | $93,945,766       | $73,027,117             | 2008     | [ # 32 ]       |
| 33 | The Chronicles of Riddick         | $105,000,000–120,000,000 | $115,772,733      | $47,113,634–72,886,262  | 2004     | [ # 33 ]       |
| 34 | Gigli                             | $75,600,000              | $7,266,209        | $71,966,896             | 2003     | [ # 34 ] [ 2 ] |
| 35 | Alexander                         | $155,000,000             | $167,298,192      | $71,350,904             | 2004     | [ # 35 ]       |
| 36 | Monkeybone                        | $75,000,000              | $7,622,365        | $71,188,818             | 2001     | [ # 36 ]       |
| 37 | Peter Pan                         | $130,600,000             | $121,975,011      | $69,612,495             | 2003     | [ # 37 ] [ 2 ] |
| 38 | The Postman                       | $80,000,000              | $20,783,810       | $69.608.095             | 1997     | [ # 38 ]       |
| 39 | Zoom                              | $75,600,000              | $12,506,188       | $69,346,906             | 2006     | [ # 39 ] [ 2 ] |
| 40 | Poseidon                          | $160,000,000             | $181,674,817      | $69,162,592             | 2006     | [ # 40 ]       |
| 41 | Beloved                           | $80,000,000              | $22,852,487       | $68,573,757             | 1998     | [ # 41 ]       |
| 42 | Jack Frost                        | $85,000,000              | $34,562,556       | $67,718,722             | 1998     | [ # 42 ]       |
| 43 | Fathers' Day                      | $85,000,000              | $35,659,604       | $67.170.198             | 1997     | [ # 43 ]       |
| 44 | K-19: The Widowmaker              | $100,000,000             | $65,716,126       | $67,141,937             | 2002     | [ # 44 ]       |
| 45 | Driven                            | $94,000,000              | $54,744,738       | $66,627,781             | 2001     | [ # 45 ]       |
| 46 | Land of the Lost                  | $100,000,000             | $68,777,554       | $65,611,223             | 2009     | [ # 46 ]       |
| 47 | Conan the Barbarian               | $90,000,000              | $48,795,021       | $65,602,490             | 2011     | [ # 47 ]       |
| 48 | The Astronaut's Wife              | $75,000,000              | $19,598,588       | $65,200,706             | 1999     | [ # 48 ]       |
| 49 | Dudley Do-Right                   | $70,000,000              | $9,974,410        | $65,012,795             | 1999     | [ # 49 ]       |
| 50 | Chill Factor                      | $70,000,000              | $11,788,676       | $64,105,662             | 1999     | [ # 50 ]       |